# Омутная (приток Большой Киргизки)
Ому́тная (Мутная) — река в России, протекает в Томской области. Устье реки находится в 40 км по правому берегу реки Большая Киргизка. Длина реки составляет 28 км.

## Притоки
- 17 км справа: Сарла
- 18 км слева: Вейциховская

## Данные водного реестра
По данным государственного водного реестра России относится к Верхнеобскому бассейновому округу, водохозяйственный участок реки — Томь от города Кемерово и до устья, речной подбассейн реки — Томь. Речной бассейн реки — (Верхняя) Обь до впадения Иртыша.